# Вільям Планкет, 1й барон Планкет

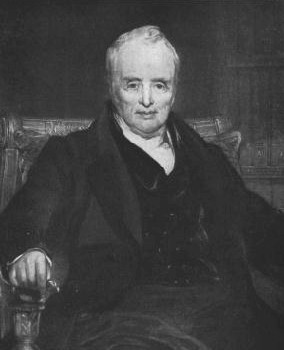
Вільям Конінгем Планкет.

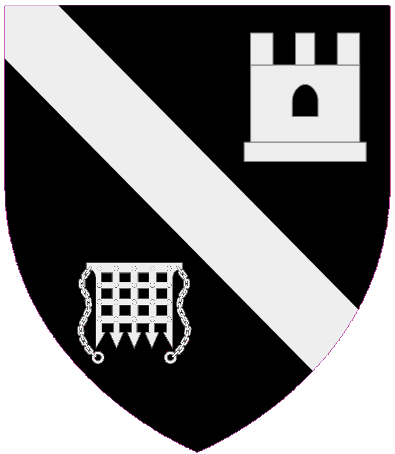
Герб баронів Планкет.

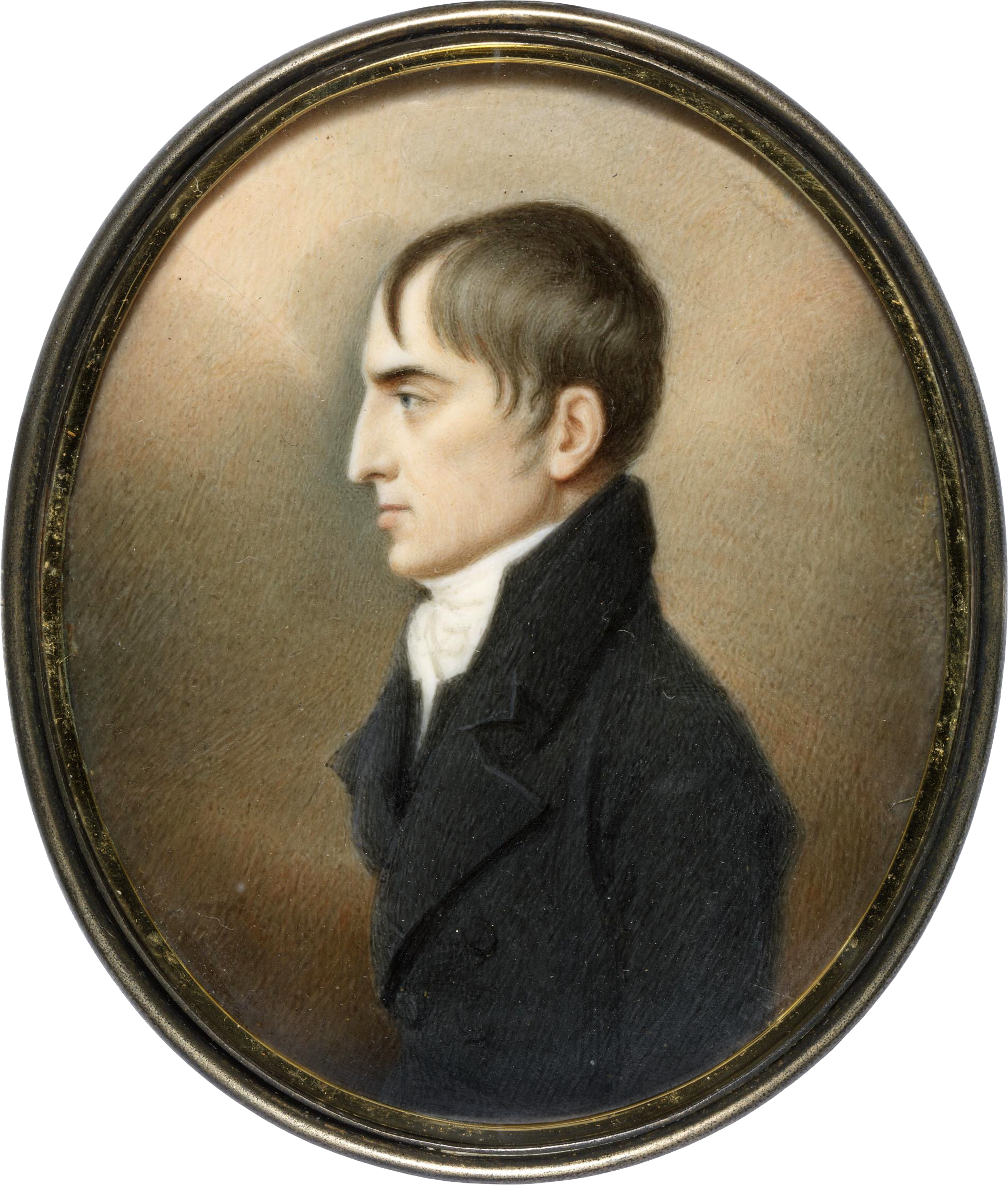
Роберт Еммет (1778 – 1803).

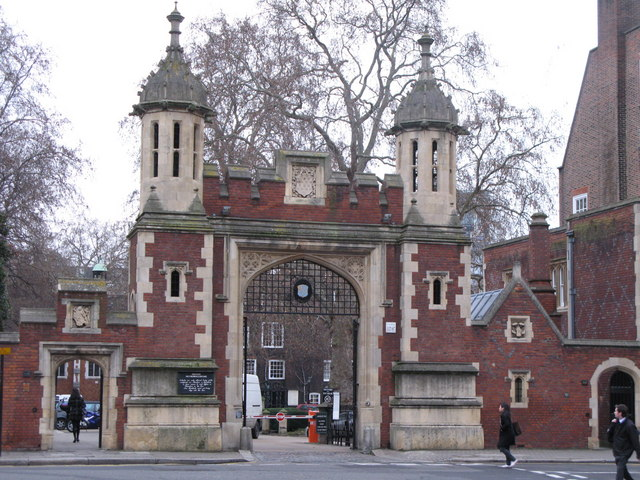
Ворота юридичної школи «Лінкольнс Інн».

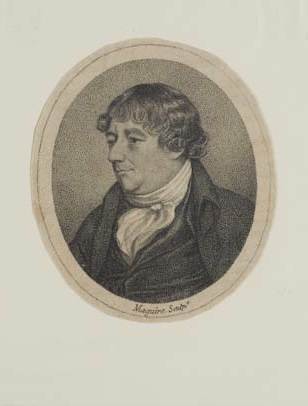
Леонард Патрік Мак Неллі (1752 – 1820).

Вільям Конінгем Планкет (англ. - William Conyngham Plunket) (1 липня 1764 — 5 січня 1854) – І барон Планкет, депутат Палати громад парламенту Ірландії, депутат парламенту Об’єднаного Королівства Великобританії та Ірландії, відомий ірландський політик і юрист. Здобувши публічну популярність як обвинувач у справі про «державну зраду» Роберта Еммета (борця за свободу Ірландії) в 1803 році, він швидко піднявся на державній службі. Він став лорд-канцлером Ірландії в 1830 році і з короткою перервою працював на цій посаді до свого виходу на пенсію в 1841 році.

## Життєпис

### Походження та освіта
Вільям Конінгем Планкет був сином протестантського пресвітеріанського священика, преподобного Томаса Планкета з Дубліна, та його дружини Мері (уродженої Конінгем).  Вільям Планкет народився в Енніскіллен, графство Фермана, Ірландія. Здобув освіту в Трініті-коледжі, Дублін. Після закінчення школи в 1784 році він був прийнятий студентом в юридичну школу «Лінкольнс Інн», а через три роки почав працювати адвокатом в Ірландії. 

### Процес Роберта Еммета
У 1795 році Вільям Планкет був призначений королівським радником, а через три роки був обраний депутатом Палати громад парламенту Ірландії від Шарлемонта. Після того, як був прийнятий Акт Союзу, Вільям Планкет втратив своє місце депутата парламенту і не зміг бути обраним до Вестмінстера від Дублінського університету в 1802 році. Він був відновлений у вересні 1803 року як обвинувач у судовому процесі щодо «державної зради» Роберта Еммета. Лорд Каслрі, як головний архітектор Актів Союзу, був дуже збентежений невдалим ходом процесу Роберта Еммета в Дубліні. Він порадив, що «найкраще було б не вдаватися в подробиці справи, щоб тема чітко стояла на своїй власній вузькій основі нікчемної спроби повстання без засобів і поважних лідерів». Схоже, що Планкет дотримувався цієї інструкції.
Саме звинувачення не представляло труднощів: докази були переконливими, і Корона вжила додаткових заходів безпеки, виплативши адвокату захисту Роберта Еммета, Леонарду Мак Неллі, 200 фунтів стерлінгів і пенсію. Але коли Мак Неллі оголосив, що судовий процес завершено, оскільки його клієнт не хотів викликати свідків і «забирати час суду», Планкет підвівся, щоб вилаяти в’язня. Він висміював Роберта Еммета як введеного в оману лідера змови, що включала «муляра, старого швейцара, каменяра та шинкаря».
Планкет був призначений генеральним соліситором Ірландії, а в 1805 році — генеральним прокурором Ірландії. Він також був прийнятий до Таємної Ради Ірландії. Будучи генеральним соліситором, Планкет був одним із ірландських чиновників, яких було обрано для нападок в серії непристойних листів, опублікованих радикальним журналістом Вільямом Коббеттом у його щотижневій газеті «Політікал Регістер» (Political Register). Планкета згадували як «гадюку», яка «нечувано користуючись прерогативою» «безпідставно шмагала [...] вмираючого сина свого колишнього друга» (Вільям Планкет був другом батька Роберта Еммета і часто в нього обідав), «коли той син на межі загибелі не надав жодних доказів на свій захист і не виступив на свій захист; навпаки, він визнав свою провину і підкорився своїй долі». Вільям Планкет зміг порушити успішні справи про наклеп як проти Коббетта, так і проти автора листів, що були опубліковані в газетах «Джаверна» та «Гібернія», якого він викрив як Роберта Джонсона, суддю Суду загальних позовів (Ірландія), який був змушений піти у відставку з і своєї посади в результаті цих подій.
У січні 1807 року Вільями Планкета обрали депутатом до Палати громад парламенту Об’єднаного Королівства Великобританії та Ірландії від партії вігів від Мідгерста. Представляючи виборчу округу лише три місяці, склав повноваження депутата. Хоча згодом він повернувся до Палати громад у 1812 році як депутат від Дублінського університету. Цю виборчу округу він продовжив. представляти до травня 1827 року. У 1822 році його знову призначили на посаду генерального прокурора Ірландії, оскільки Вільям Саурін (генеральний прокурор у 1807 – 1822 роках) категорично виступав проти емансипації католиків, яку Корона тепер визнавала неминучою. Вільям Планкет, на відміну від Сауріна, підтримував Емансипацію і зміг працювати в розумній гармонії з Деніелом О’Коннеллом, щоб забезпечити її. У 1827 році, відмовившись від свого місця в Палаті громад парламенту, він отримав титул пера Об’єднаного Королівства як барон Планкет з Ньютона, що в графстві Корк, Ірландія і був призначений головним суддею Ірландії щодо загальних справ. Він був прихильником емансипації католиків і служив лорд-канцлером Ірландії з 1830 по 1841 рік, з короткою перервою, коли торі були при владі між 1834 і 1835 роками. Він був змушений піти у відставку, щоб сер Джон Кемпбелл міг зайняти цю посаду.
Його перебування на посаді канцлера не обійшлося без суперечок: опоненти звинувачували його в політичній упередженості, тривалій відсутності на роботі та кумівстві, корупції в незвичайних масштабах навіть у епоху, коли вважалося, що чиновники піклуються про своїх родичів в першу чергу, а потім уже про державу та народ.

### Родина
Вільям Планкет був одружений з Кетрін Мак Косленд, дочкою Джона Мак Косленда зі Страбейна та його дружини Елізабет Спен, дочкою преподобного Вільяма Спена з Баллмакова, графство Донегал. Їхній син Томас став єпископом Церкви Ірландії Туама, Кіллали та Аконрі. Старша донька Томаса, почесна Кетрін Планкет (1820 – 1932) була ірландкою, яка живе найдовше з усіх ірландок на той час – прожила 112 років. Серед інших їхніх дітей були сини Патрік (помер у 1859 році), суддя суду з банкрутства, і Роберт (декан Туама з 1850 року), а також донька Луїза. У Дубліні Планкет належав до клубу джентльменів  «Дейлі». 

### Смерть
Вільям Планкет помер у січні 1854 року у віці 89 років у своєму заміському будинку, на Олд Коннот, поблизу Брей, графство Віклоу. Титул барона успадкував його старший син Томас. Він жив у багатстві та повазі: сер Вальтер Скотт, що відвідав його в Олд Коннот, залишив яскраву данину чарівності та гостинності Планкета, а також неперевершеності його їжі та вина.